# Azat ou ankakh Artsakh
Pour les articles homonymes, voir Azat (homonymie).
Azát u ankákh Artsákh (« Artsakh, libre et indépendant ») était l'hymne national du Haut-Karabagh jusqu'a la guerre de 2023, lorsque l'Azerbaïdjan a repris le contrôle du territoire. L'hymne a été adopté le 17 novembre 1992 ; ses paroles ont été écrites par Vardan Hakobian et ont été mises en musique par Armen Nassibian.

## Paroles
| Paroles en arménien | Traduction en français | |
| --- | --- | --- |
| \| Écriture arménienne \| Écriture latine \| Transcription API \| \| --------------------------------------------------------------------------------------------------------------------------------------------------------------------------------------------------------------------------------------------------------------------------------------------------------------------------------------------------------------------------------------------------------------------------- \| ------------------------------------------------------------------------------------------------------------------------------------------------------------------------------------------------------------------------------------------------------------------------------------------------------------------------------------------------------------------------------------------------------------------------------- \| ------------------------------------------------------------------------------------------------------------------------------------------------------------------------------------------------------------------------------------------------------------------------------------------------------------------------------------------------------------------------------------------------------------------------------------------------------------------------------------------------------------------------------------------------------------------- \| \| Ազատ ու անկախ Արցախ, Քո տուն-ամրոցը կերտեցինք, Պատմությունը մեր երկրի Մեր սուրբ արյամբ մենք սերտեցինք։ Դու բերդ ես անառիկ, Բարձունք սըրբազան, վեհ անուն, Մասունք աստվածային, Քեզնով ենք հավերժանում։ Դու մեր լույս հայրենիք, Երկիր, հայրենյաց դուռ սիրո Ապրիր դու միշտ խաղաղ, Մեր հին ու նոր Ղարաբաղ։ Քաջերն ենք մենք հայկազուն, Մըռավ ենք, Քիրս ենք ու Թարթառ, Մեր վանքերով լեռնապահ՝ Անհաղթելի մի բուռ աշխարհ։[2],[3],[4] \| Azát u ankákh Artsákh, Qo tun-amrótse kertetsínq, Patmuthyúne mer yerkrí Mer surb aryámb menq sertetsínq. Du berd yes anarrík, Bardzúnq srbazán, veh anún, Masúnq astvatzayín, Qeznú yenq haverzhanúm. Du mer luys Hayreníq, Yerkír, Hayrenyáts durr siró Aprír du misht khaghágh, Mer hin u nor Gharabágh. Qajérn yenq menq Haykazún, Mrrav yenq, Qirs yenq u Tharthárr, Mer vanqeróv lerrnapáh, Anhaghthelí mi burr ashkhárh. \| [ɑ.ˈzɑt u ɑŋ.ˈkɑχ ɑɾ.ˈt͡sʰɑχ ǀ] [kʰɔ tun ɑm.ˈɾɔ.t͡sʰə kɛɾ.tɛ.ˈt͡sʰiŋkʰ ǀ] [pɑt.mu.ˈtʰju.nə mɛɾ jɛɾ.ˈkɾi ǀ] [mɛɾ suɾb ɑɾ.ˈjɑmb mɛŋkʰ sɛɾ.tɛ.ˈt͡sʰiŋkʰ ǁ] [du bɛɾtʰ‿ɛs ɑ.nɑ.ˈrik ǀ] [bɑɾ.ˈd͡zuŋkʰ səɾ.bɑ.ˈzɑn vɛh ɑ.ˈnun ǀ] [mɑ.ˈsuŋkʰ ɑst.vɑ.t͡sɑ.ˈjin ǀ] [kʰɛz.ˈnɔv‿ɛŋkʰ hɑ.vɛɾ.ʒɑ.ˈnum ǁ] [du mɛɾ lujs hɑj.ɾɛ.ˈnikʰ ǀ] [jɛɾ.ˈkiɾ hɑj.ɾɛn.ˈjɑt͡sʰ dur si.ˈɾɔ ǀ] [ɑp.ˈɾiɾ du miʃt χɑ.ˈʁɑʁ ǀ] [mɛɾ hin u nɔɾ ʁɑ.ɾɑ.ˈbɑʁ ǁ] [kʰɑ.ˈd͡ʒɛɾn‿ɛŋkʰ mɛŋkʰ hɑj.kɑ.ˈzun ǀ] [mə.ˈrɑv‿ɛŋkʰ kʰiɾs‿ɛŋkʰ u tʰɑɾ.ˈtʰɑr ǀ] [mɛɾ vɑŋ.kʰɛ.ˈɾɔv lɛr.nɑ.ˈpɑh ǀ] [ɑn.hɑʁ.tʰɛ.ˈli mi bur ɑʃ.ˈχɑɾ̥ ǁ] \| | Artsakh, libre et indépendant, Telle une forteresse nous t'avons bâti L'histoire de notre pays, De notre sang sacré nous l'avons écrite. Tu es une forteresse imprenable, Un sommet, un nom vénéré, Une relique divine Grâce à toi nous sommes éternels. Toi, notre patrie de lumière, Temple d'amour dans nos cœurs et prières, Que la paix soit toujours avec toi, Vieux et jeune Karabakh à la fois. Arméniens, nous sommes tes soldats Nous sommes le Mrav, le Kirs, le Tartar, Avec nos monastères, rocheux comme ta terre Invincible pays, immense dans nos cœurs. | |
| Écriture arménienne | Écriture latine | Transcription API |
| Ազատ ու անկախ Արցախ, Քո տուն-ամրոցը կերտեցինք, Պատմությունը մեր երկրի Մեր սուրբ արյամբ մենք սերտեցինք։ Դու բերդ ես անառիկ, Բարձունք սըրբազան, վեհ անուն, Մասունք աստվածային, Քեզնով ենք հավերժանում։ Դու մեր լույս հայրենիք, Երկիր, հայրենյաց դուռ սիրո Ապրիր դու միշտ խաղաղ, Մեր հին ու նոր Ղարաբաղ։ Քաջերն ենք մենք հայկազուն, Մըռավ ենք, Քիրս ենք ու Թարթառ, Մեր վանքերով լեռնապահ՝ Անհաղթելի մի բուռ աշխարհ։, | Azát u ankákh Artsákh, Qo tun-amrótse kertetsínq, Patmuthyúne mer yerkrí Mer surb aryámb menq sertetsínq. Du berd yes anarrík, Bardzúnq srbazán, veh anún, Masúnq astvatzayín, Qeznú yenq haverzhanúm. Du mer luys Hayreníq, Yerkír, Hayrenyáts durr siró Aprír du misht khaghágh, Mer hin u nor Gharabágh. Qajérn yenq menq Haykazún, Mrrav yenq, Qirs yenq u Tharthárr, Mer vanqeróv lerrnapáh, Anhaghthelí mi burr ashkhárh. | [ɑ.ˈzɑt u ɑŋ.ˈkɑχ ɑɾ.ˈt͡sʰɑχ ǀ] [kʰɔ tun ɑm.ˈɾɔ.t͡sʰə kɛɾ.tɛ.ˈt͡sʰiŋkʰ ǀ] [pɑt.mu.ˈtʰju.nə mɛɾ jɛɾ.ˈkɾi ǀ] [mɛɾ suɾb ɑɾ.ˈjɑmb mɛŋkʰ sɛɾ.tɛ.ˈt͡sʰiŋkʰ ǁ] [du bɛɾtʰ‿ɛs ɑ.nɑ.ˈrik ǀ] [bɑɾ.ˈd͡zuŋkʰ səɾ.bɑ.ˈzɑn vɛh ɑ.ˈnun ǀ] [mɑ.ˈsuŋkʰ ɑst.vɑ.t͡sɑ.ˈjin ǀ] [kʰɛz.ˈnɔv‿ɛŋkʰ hɑ.vɛɾ.ʒɑ.ˈnum ǁ] [du mɛɾ lujs hɑj.ɾɛ.ˈnikʰ ǀ] [jɛɾ.ˈkiɾ hɑj.ɾɛn.ˈjɑt͡sʰ dur si.ˈɾɔ ǀ] [ɑp.ˈɾiɾ du miʃt χɑ.ˈʁɑʁ ǀ] [mɛɾ hin u nɔɾ ʁɑ.ɾɑ.ˈbɑʁ ǁ] [kʰɑ.ˈd͡ʒɛɾn‿ɛŋkʰ mɛŋkʰ hɑj.kɑ.ˈzun ǀ] [mə.ˈrɑv‿ɛŋkʰ kʰiɾs‿ɛŋkʰ u tʰɑɾ.ˈtʰɑr ǀ] [mɛɾ vɑŋ.kʰɛ.ˈɾɔv lɛr.nɑ.ˈpɑh ǀ] [ɑn.hɑʁ.tʰɛ.ˈli mi bur ɑʃ.ˈχɑɾ̥ ǁ] |